# Byssosphaeria luteobasis
Byssosphaeria luteobasis är en svampart som beskrevs av Ellis 1879. Byssosphaeria luteobasis ingår i släktet Byssosphaeria och familjen Melanommataceae.   Inga underarter finns listade i Catalogue of Life.